# آراخنه

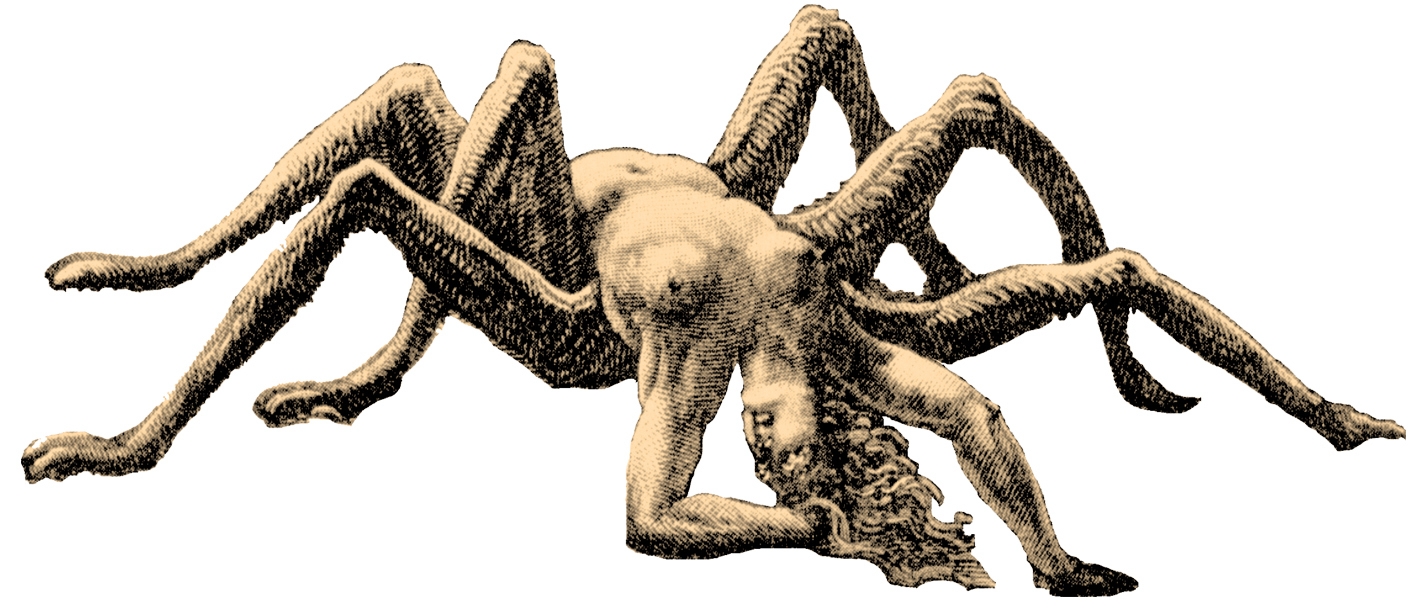
دگردیسی آراخنه به یک هیولای هشت‌پا، اثری از گوستاو دوره، سده نوزدهم

آراخنه، نام یک زن در اساطیر یونان باستان است که آتنا ایزدبانوی خرد و هنر و جنگ را به مسابقه بافندگی طلبید ولی الهه بر او خشمگین شد و پارچه‌هایش را پاره پاره کرد و سر و تنش را شکست و او را به صورت عنکبوت در آورد.
آراخنه به زبان یونانی به مفهوم عنکبوت آورده شده. چنین روایت است که آراخنه بافندگی را از آتنا آموخت و در این هنر از وی پیشی جست، زان‌پس مقام استاد را به‌هیچ گرفت. آتنا را این رفتار گران افتاد و به‌هیبت پیره‌زنی بر آراخنه ظاهر شد و به‌او هشدار داد تا از برانگیختن خشم خدایان بپرهیزد. آراخنه مجذوب از توانایی خویش نه‌تنها پند پیرزن را نپذیرفت بلکه آتنا را به‌مسابقه طلبید تا برتری خویش را در هنر بافنگی به‌او بنماید. آتنا پرده از رخ بداشت و پیشنهاد آراخنه را پذیرفت. آتنا تار و پود فرشی را به‌سرانگشتان توانای خویش چنان درهم آمیخت تا برتری خدایان المپ و خویشتن پرستی آدمیان را به‌نقش آورد. آراخنه نیز با هنرمندی به‌طراحی نشست و صحنه‌ای از عشق‌بازی گناه‌آلود خدایان را برپهنه ابریشمین‌فرشی زیبا به‌تصویر کشید. فرش آراخنه به کمال زیبایی و هنرمندی آراسته بود و از هر آلایشی به‌دور.
آتنا در آتش فتنه حسادت و خشمگین از نقش آشکار معصیت خدایان، فرش آراخنه را نابود کرد و آراخنه، سرگشته از خشم انتقام خدایان به‌جنگلی پناه برد و خود را به‌دار آویخت. اما آتنا از مرگ آراخنه جلوگیری کرد و او را تبدیل به عنکبوتِ بافنده نمود.